# 牛深市立深海小学校下平分校
牛深市立深海小学校下平分校（うしぶかしりつ ふかみしょうがっこうしもひらぶんこう）は、熊本県牛深市深海町（現・天草市）にあった牛深市立深海小学校の分校。

## 沿革
- 1895年（明治28年） - 深海尋常小学校下平分教場設置
- 1903年（明治36年） - 深海尋常高等小学校下平分教場と改称
- 1941年（昭和16年）4月1日 - 国民学校令により、深海国民学校下平分校と改称
- 1947年（昭和22年）4月1日 - 学制改革により、深海村立深海小学校下平分校と改称
- 1954年（昭和29年）7月1日 - 牛深市立深海小学校下平分校と改称
- 1978年（昭和53年） - 休校
- 1979年（昭和54年） - 再び開校
- 2000年（平成12年） - 閉校

## 学校周辺
- 熊本県道26号本渡牛深線
- 八代湾